# Jasraj

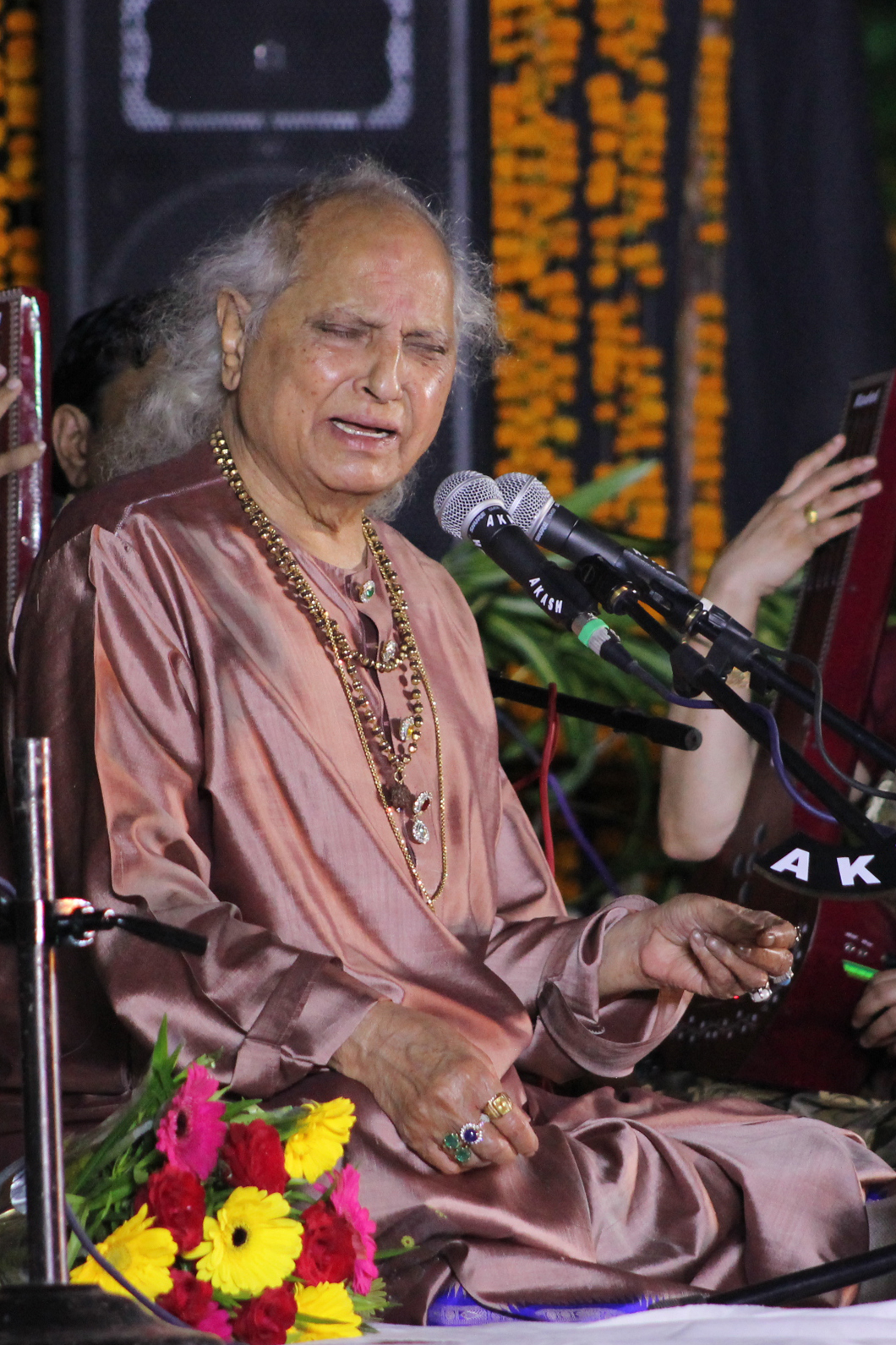
Jasraj, 2015

Pandit Jasraj (Hindi जसराज Jasrāj; * 28. Januar 1930 in Pili Mandori/Punjab, Britisch-Indien, heute Fatehabad, Haryana; † 17. August 2020 in New Jersey, Vereinigte Staaten) war ein indischer klassischer Sänger.

## Leben
Jasraj hatte als Kind Gesangsunterricht bei seinem Vater, dem Sänger Motiram. Sein älterer Bruder Pratap Narayan bildete ihn zum Tablaspieler aus, und er begleitete seinen ältesten Bruder, den Sänger Maniram, bei seinen Soloauftritten. Im Alter von vierzehn Jahren entschied er sich für eine Laufbahn als Sänger und wurde von seinem Bruder Maniram, Jaywant Singh Waghela, Gulam Qadir Khan, einem Vertreter der Mewati Gharana, sowie von Swami Vallabhdas Damulji von der Agra Gharana unterrichtet. Ab 1946 lebte er in Kalkutta und sang klassische Musik im Hörfunk.
1952 hatte er sein Bühnendebüt mit einem Auftritt vor Tribhuvan Bir Bikram Shah Dev, dem König von Nepal in Kathmandu. In den späten 1950er Jahren wurde er als Duopartner seines Bruders Maniram bekannt. Zu Beginn seiner Sololaufbahn zeigte er sich von Amir Khan beeinflusst, entwickelte aber dann einen eigenen Stil. Als sein interessantester Beitrag zur indischen klassischen Musik gilt die Entwicklung einer neuen Form des Jugalbandis zwischen einer Frauen- und einer Männerstimme.
1960 heiratete Jasraj eine Tochter des Regisseurs V. Shantaram. Zu Ehren seines Vaters initiierte er 1972 in Hyderabad ein jährlich stattfindendes Festival klassischer Musik, das seit dem Tod seines Bruders 1986 den Namen Pandit Motiram Pandit Maniram Sangeet Samaroh trägt. Neben seiner Konzerttätigkeit war er auch als Lehrer aktiv und unterrichtete unter anderem die Geigerin Kala Ramnath.
Für sein Wirken erhielt Jasraj zahlreiche Auszeichnungen, darunter den Padma Shri (1975), den Padma Bhushan (1990) und den Padma Vibhushan (2000) sowie viele Preise unterschiedlicher Institutionen für sein Lebenswerk. Die Sangeet Natak Akademi verlieh ihm 1987 den Sangeet Natak Akademi Award und 2010 den Sangeet Natak Akademi Ratna. 2019 wurde ein 2006 entdeckter Asteroid nach ihm benannt: (300128) Panditjasraj.